# Diese Mbangue
Diese Mbangue de son vrai nom Dieudonné Mbangue est un artiste chanteur et bassiste camerounais né le 20 avril 1990 à Yingui au Cameroun.

## Carrière
Diese Mbangue démarre son parcours musical à Douala, la capitale économique de son pays. Il s'inspire de grands noms de la musique camerounaise, africaine et mondiale à l'instar du jazzman Richard Bona, du chanteur éclectique Wes Madiko, de l'artiste franco-nigériane Aṣa et du groover britannique Seal. Diese combine pop, soul et world music auxquelles il mêle des sonorités camerounaises, en particulier le bikutsi et le makossa. Le résultat est une fusion harmonieuse de cultures locales et d’influences mondiales dans sa musique. 
En 2017, Diese Mbangue s'associe au bassiste français Pierre-Paul Mayer à Marrakech au Maroc. Ensemble ils créent le groupe Soul Mussango et leur propre studio à Marrakech. Ils mettent en paroles et musique l'album intitulé Bolatè…,,. En avril 2018 à Casablanca, ils sont sélectionnés pour le festival international Jazzablanca. Lors de ses performances, le groupe promeut le Banen, langue maternelle de Diese Mbangue employée pour les compositions musicales du groupe. Soul Mussango fait partie des nouvelles têtes d'affiche mises en avant par le festival Jazzablanca,. Le 15 septembre, le groupe est accueilli sur la scène du théâtre en plein air de l’Institut Français de Marrakech.   
En 2024, Diese Mbangue s'engage dans une carrière solo et propose au public le 19 janvier ses deux premiers singles: Mi Nan Beuti et Alane Mba. Il mène une campagne de crowdfunding pour la sortie de son album solo African Soul. En 2025, il sort un nouveau single intitulé: Mane. RFI retient Diese Mbangue dans sa playlist officielle en mai 2025. Mane constitue un hommage aux racines culturelles du chanteur camerounais.

## Discographie

### Album
- 2017: Bolatè…

### Singles
- 2024: Mi Nan Beuti

- 2024: Alane Mba
- 2024: L'autre toi
- 2025: Mane